# Bistum Sagar
Das Bistum Sagar (lateinisch Dioecesis Sagarensis) ist eine Diözese der mit der römisch-katholischen Kirche unierten syro-malabarischen Kirche in Indien. Es ist eine Suffragandiözese des Erzbistums Bhopal.

## Geschichte
Am 29. Juli 1968 wurde die Apostolische Exarchie Sagar errichtet und Clement Thottungal, der den Carmelites of Mary Immaculate angehörte, wurde ihr Exarch. Als die Exarchie 1977 zum Bistum erhoben wurde, wurde Thottungal Bischof. 1986 wurde er von seinem Ordensbruder Joseph Pastor Neelankavil als Bischof abgelöst.

## Bischöfe von Sagar
- Clement Thottungal (1968–1986) (bis 1977 Exarch)
- Joseph Pastor Neelankavil (1986–2006)
- Anthony Chirayath (2006–2018)
- James Athikalam MST (seit 2018)